# Abdelkader Azil
Abdelkader Azil (în arabă عزيل عبد القادر) este o comună din provincia Batna, Algeria.
Populația comunei este de 14.304 locuitori (2008).